# Csíkos rigótimália
A csíkos rigótimália (Turdoides striata) a madarak osztályának verébalakúak (Passeriformes) rendjébe és a Leiothrichidae családjába tartozó faj.

## Rendszerezése
A fajt Charles Dumont de Sainte-Croix francia zoológus írta le 1845-ben, a Cossyphus nembe Cossyphus striatus néven. Egyes szervezetek a Malacocircus nembe sorolják Malacocircus striata néven.

## Alfajai
- Turdoides striata malabarica (Jerdon, 1845)
- Turdoides striata orientalis (Jerdon, 1845)
- Turdoides striata orissae (Jerdon, 1845)
- Turdoides striata sindiana (Ticehurst, 1920)
- Turdoides striata somervillei (Sykes, 1832)
- Turdoides striata striata (Dumont, 1823)[1]

## Előfordulása
Dél- és Délkelet-Ázsiában, Banglades, Bhután, India, Nepál és Pakisztán területén honos. A természetes élőhelye a szubtrópusi vagy trópusi síkvidéki esőerdők, száraz erdők és nedves cserjések, valamint ültetvények és vidéki kertek. Állandó, nem vonuló faj.

## Megjelenése
Testhossza 25 centiméter, testtömege 55–84 gramm.

## Életmódja
Gerinctelenekkel, főként rovarokkal táplálkozik.